# Кумарапаладева
Кумарапаладева (гінді कंवरपाल; д/н — бл. 1051) — магараджахіраджа Гаріяни близько 1019—1051 роках. Відомий також як Кунвалпала. На основі середньовічних мусульманських хронік його тривалий час плутали з Магіпалою, що був його праонуком. Саме останньому приписували війни з Газневідаами, які насправді вів Кумарапаладева.

## Життєпис
Походив з династії Томар. Син магараджахіраджи Джаяпали. Посів трон близько 1019 року. Доклав зусиль для військового зміцнення держави, розвитку господарства. З близько 1025 року розпочав карбувати золоті монети за зразком монет Гангеядеви Калачура, магараджахіраджи Чеді.
У 1020-х роках активно протистояв вторгненням військ султана Махмуда Газневі, діючи разом з магараджами Сакамбхарі (з клану Чаухан) та Нагора (клану Сесодія), втім союзники зазнали поразки, а газневідські війська на чолі з Бахлімом, валі Пенджабу, захопили Нагор.
1036 року зазнав поразки від нового султана Масуда Газневі, втративши важливе місто-фортецю Асігарх. 1042 року зміг відвоювати це місто, скориставшись розгардіяшем в Газневідському султанаті. За цим зайняв Курукшетру, а потім здійснив похід на Лахор, який не зміг захопити, але сплюндрував місцевість. 1045 року, очолюючи коаліцію васальних раджів, в битві біля Лахору зазнав поразки від султана Маудуді
До кінця життя Кумарапаладева зберігав владу над усіма родинними володіння Томар. Помер близько 1051 року. Йому спадкував син Ананґпал II.